# Governo Nygaardsvold

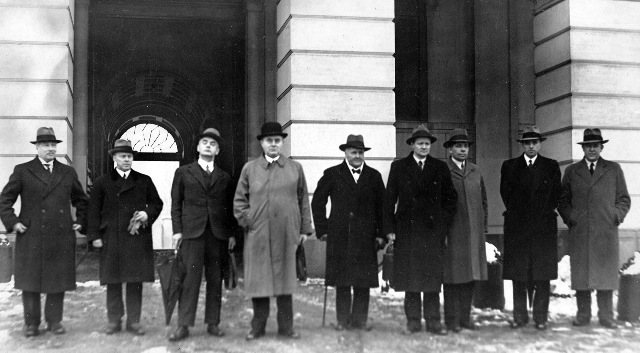
Governo Nygaardsvold. Da sinistra: il ministro delle Finanze Adolf Indrebø, il ministro della Difesa Fredrik Monsen, il ministro degli Affari Esteri Halvdan Koht, il primo ministro Johan Nygaardsvold, il ministro dell'Agricoltura Hans Ystgaard, il ministro del Commercio Alfred Madsen, il ministro degli Affari Sociali Kornelius Bergsvik, il ministro dell'Istruzione Nils Hjelmtveit ed il ministro della Giustizia Trygve Lie

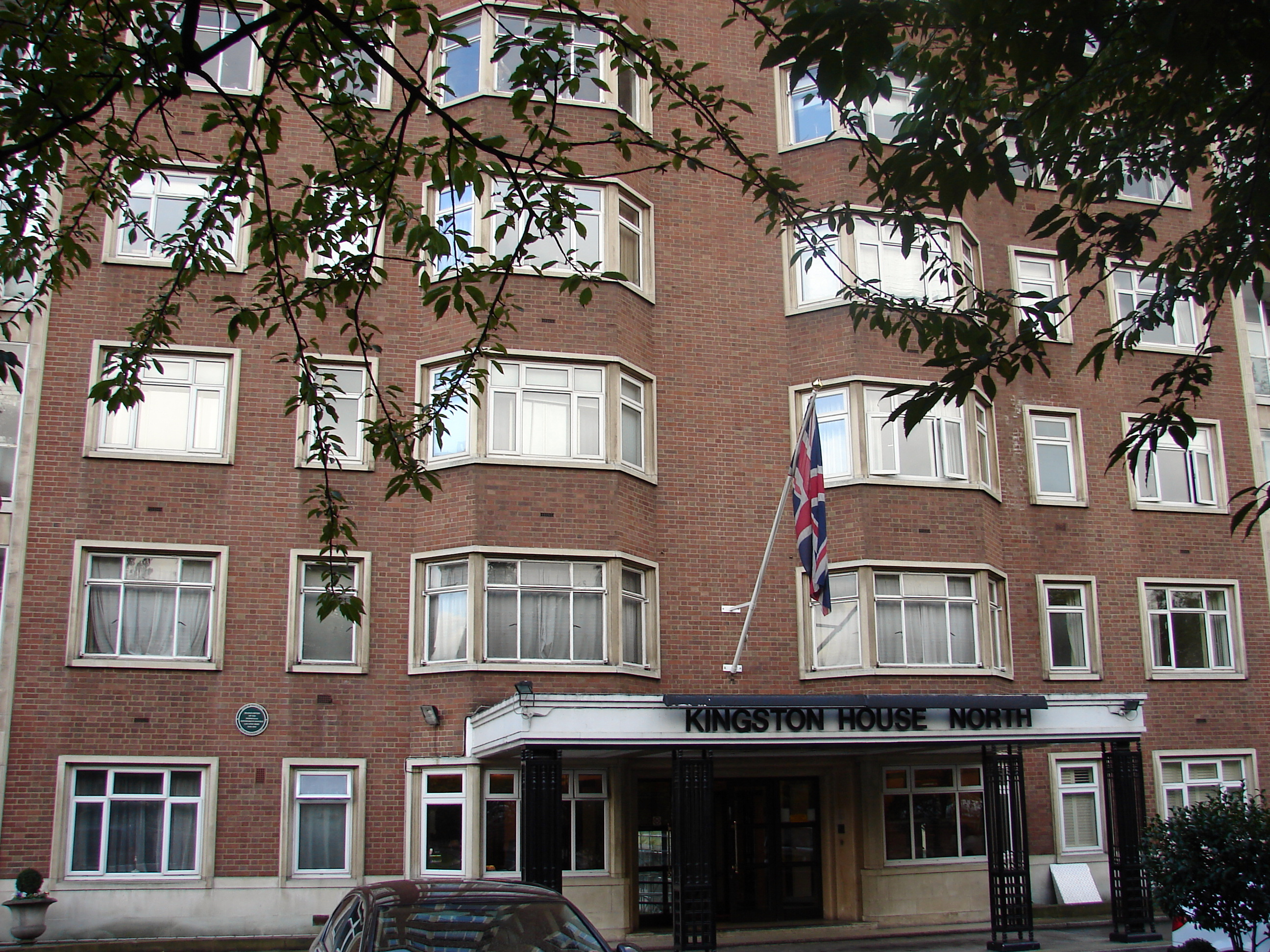
Edificio nella tenuta di Kingston House, Londra, utilizzato dal governo norvegese in esilio.

Il governo Nygaardsvold (in seguito divenuto governo in esilio della Norvegia, in norvegese: Norsk eksilregjering) venne nominato il 20 marzo 1935, il secondo governo laburista in Norvegia. Esso pose fine ai governi di minoranza non socialisti che avevano dominato la politica sin dall'introduzione del sistema parlamentare nel 1884 e li sostituì con governi laburisti stabili che, ad eccezione del periodo durante la seconda guerra mondiale, durarono fino alla coalizione del governo Lyng nel 1963.
Dall'intermezzo del governo Hornsrud nell'inverno del 1928, un governo laburista di un mese, il Partito Laburista era passato dal comunismo rivoluzionario alla socialdemocrazia. La ragione principale del cambio di rotta fu la consapevolezza che il potere del governo avrebbe potuto essere utilizzato per riforme che avrebbero potuto ridurre l'impatto della crisi economica. Nelle elezioni del 1933 il partito usò gli slogan "Lavoro per tutti" e "Paese e città, mano nella mano". L'ultima volta che il partito si presentò come rivoluzionario fu nelle elezioni del 1930.
Il Partito Laburista avanzò nelle elezioni del 1933, ma non ottenne la maggioranza. Invece fece un compromesso con il Partito Contadino, consentendo al governo Nygaardsvold di entrare nel Consiglio di Stato. Il partito non ottenne la maggioranza nemmeno nelle elezioni del 1936 e continuò a governare grazie al sostegno fluttuante di vari partiti di opposizione.
La notte prima del 9 aprile 1940, il governo norvegese venne, come la maggior parte delle altre autorità del paese, sorpreso dall'operazione Weserübung. Scelse la resistenza, anche se in modo piuttosto maldestro e poco chiaro, soprattutto all'inizio. Il governo lasciò la Norvegia il 7 giugno 1940 dopo la capitolazione e si stabilì a Londra lo stesso giorno, insieme a re Haakon VII e al principe ereditario Olav.
In Norvegia, nel corso della guerra, vennero istituiti da Vidkun Quisling e Josef Terboven quattro governi, come governi della Norvegia de facto. Il governo in esilio è talvolta indicato come governo di Londra. Tornò in Norvegia il 31 maggio 1945 a bordo della nave militare britannica RMS Andes. Il 12 giugno Nygaardsvold annunciò le sue dimissioni e il 25 giugno subentrò il pan-politico governo Gerhardsen I.
Di seguito sono riportati i quattro governi de facto a Oslo durante la guerra, simpatizzanti o effettivamente nominati dalle forze tedesche. Il Reichskommissar a Oslo era Josef Terboven.
- Governo Quisling I (1940)
- Governo Christiansen (1940)
- Governo Terboven (1940–42)
- Governo Quisling II (1942-1945)

## Governo Nygaardsvold
| Dicastero                                                                                  | Ministro                 | Periodo                             | Partito      |
| ------------------------------------------------------------------------------------------ | ------------------------ | ----------------------------------- | ------------ |
| Primo ministro                                                                             | Johan Nygaardsvold       | 20 marzo 1935 – 25 giugno 1945      | Laburista    |
| Ministero dell'Agricoltura                                                                 | Hans Ystgaard            | 20 marzo 1935 – 25 giugno 1945      | Laburista    |
| Ministro degli Affari Ecclesiastici e dell'Istruzione                                      | Nils Hjelmtveit          | 20 marzo 1935 – 25 giugno 1945      | Laburista    |
| Ministero della Difesa                                                                     | Christian Fredrik Monsen | 20 marzo 1935 – 15 novembre 1935    | Laburista    |
| Ministero della Difesa                                                                     | Adolf Indrebø            | 15 novembre 1935 – 20 dicembre 1935 | Laburista    |
| Ministero della Difesa                                                                     | Oscar Torp               | 20 dicembre 1935 – 15 agosto 1936   | Laburista    |
| Ministero della Difesa                                                                     | Christian Fredrik Monsen | 15 agosto 1936 – 22 dicembre 1939   | Laburista    |
| Ministero della Difesa                                                                     | Birger Ljungberg         | 22 dicembre 1939 – 28 novembre 1942 | Conservatore |
| Ministero della Difesa                                                                     | Oscar Torp               | 28 novembre 1942 – 25 giugno 1945   | Laburista    |
| Ministero delle Finanze                                                                    | Adolf Indrebø            | 20 marzo 1935 – 13 novembre 1936    | Laburista    |
| Ministero delle Finanze                                                                    | Kornelius Bergsvik       | 13 novembre 1936 – 1º luglio 1939   | Laburista    |
| Ministero delle Finanze                                                                    | Oscar Torp               | 1º luglio 1939 – 28 novembre 1941   | Laburista    |
| Ministero delle Finanze                                                                    | Paul Hartmann            | 28 novembre 1941 – 25 giugno 1945   | Resistenza   |
| Ministero degli Affari Esteri                                                              | Halvdan Koht             | 20 marzo 1935 – 19 novembre 1940    | Laburista    |
| Ministero degli Affari Esteri                                                              | Trygve Lie               | 19 novembre 1940 – 25 giugno 1945   | Laburista    |
| Ministero della Giustizia                                                                  | Trygve Lie               | 20 marzo 1935 – 19 novembre 1939    | Laburista    |
| Ministero della Giustizia                                                                  | Terje Wold               | 19 novembre 1939 – 25 giugno 1945   | Laburista    |
| Ministero del Lavoro                                                                       | Johan Nygaardsvold       | 20 marzo 1935 – 2 ottobre 1939      | Laburista    |
| Ministero del Lavoro                                                                       | Olav Hindahl             | 2 ottobre 1939 – 25 giugno 1945     | Laburista    |
| Ministero degli Affari Sociali                                                             | Kornelius Bergsvik       | 20 marzo 1935 – 13 novembre 1936    | Laburista    |
| Ministero degli Affari Sociali                                                             | Oscar Torp               | 13 novembre 1936 – 1º luglio 1939   | Laburista    |
| Ministero degli Affari Sociali                                                             | Sverre Støstad           | 1º luglio 1939 – 25 giugno 1945     | Laburista    |
| Ministero della Navigazione                                                                | Arne Sunde               | 1º ottobre 1942 – 25 giugno 1945    | Liberale     |
| Ministero dell'Approvvigionamento                                                          | Trygve Lie               | 2 ottobre 1939 – 19 novembre 1940   | Laburista    |
| Ministero dell'Approvvigionamento                                                          | Arne Sunde               | 19 novembre 1940 – 1º ottobre 1942  | Liberale     |
| Ministero dell'Approvvigionamento                                                          | Anders Rasmus Frihagen   | 1º ottobre 1942 – 25 giugno 1945    | Laburista    |
| Ministero del Commercio, della Navigazione, dell'Industria, dell'Artigianato e della Pesca | Alfred Madsen            | 20 marzo 1935 – 1º luglio 1939      | Laburista    |
| Ministero del Commercio, della Navigazione, dell'Industria, dell'Artigianato e della Pesca | Trygve Lie               | 1º luglio 1939 – 2 ottobre 1939     | Laburista    |
| Ministero del Commercio, della Navigazione, dell'Industria, dell'Artigianato e della Pesca | Anders Rasmus Frihagen   | 2 ottobre 1939 – 7 giugno 1940      | Laburista    |
| Ministero del Commercio, della Navigazione, dell'Industria, dell'Artigianato e della Pesca | Terje Wold               | 7 giugno 1940 – aprile 1942         | Laburista    |
| Ministero del Commercio, della Navigazione, dell'Industria, dell'Artigianato e della Pesca | Anders Rasmus Frihagen   | Aprile 1942 – 1º ottobre 1942       | Laburista    |
| Ministero del Commercio, della Navigazione, dell'Industria, dell'Artigianato e della Pesca | Olav Hindahl             | 1º ottobre 1942 – 9 marzo 1945      | Laburista    |
| Ministero del Commercio, della Navigazione, dell'Industria, dell'Artigianato e della Pesca | Sven Nielsen             | 9 marzo 1945 – 25 giugno 1945       | Conservatore |